# Rosellinia mastoidea
Rosellinia mastoidea är en svampart som beskrevs av Sacc. 1882. Rosellinia mastoidea ingår i släktet Rosellinia och familjen kolkärnsvampar.   Inga underarter finns listade i Catalogue of Life.